# K Witgoor Sport Dessel
Ne pas confondre avec le KFC Dessel Sport, un autre club de football de Dessel.
Maillots
Dernière mise à jour : 11 août 2021.
Le Koninklijke Foottball Club Witgoor Sport Dessel est un club de football belge basé dans le hameau de Witgoor située deux kilomètres à l'Est de Dessel, dans la province d'Anvers. Il évolue en Division 3 VV lors de la saison 2021-2022.
Au cours de son histoire, il a disputé 47 saisons dans les divisions nationales belges, dont une en Division 2, le plus haut niveau qu'il ait atteint. Le club est présidé par Fons Lenaerts et joue ses matches à domicile au Stade Jef Luyten. Il porte le matricule 2065 et joue avec des équipements jaune et vert.

## Histoire

### Fondation et accession aux séries nationales
Le Witgoor Sport Desschel est fondé le 12 février 1933 dans le quartier de Witgoor, à Dessel. Il rejoint l'Union Belge le 1er octobre 1933 et reçoit à cette occasion le matricule 2065. Il débute comme club effectif dans les compétitions régionales anversoises en 1935 où il croise régulièrement la route d'un autre club de la ville, créé en 1925, le FC Dessel Sport.
Le club joue au plus bas niveau régional jusqu'à la fin de la Seconde Guerre mondiale. Il est promu au deuxième niveau régional en 1944 et rejoint l'élite provinciale, à l'époque la deuxième provinciale en 1946. Il y reste deux saisons puis redescend d'un niveau. Lors de la réforme des compétitions en 1952, le club reste au deuxième niveau provincial, qui devient la deuxième provinciale. En 1958, il remporte sa série et monte en première provinciale. Il est alors le premier club de la ville, le « FC » ayant été relégué de cette même « P1 » un an plus tôt. Après trois saisons parmi l'élite provinciale, il remporte le titre et accède pour la première fois à la Promotion, quatrième et dernier niveau national, en 1961.

### De la Promotion à la Division 2
Pour sa première saison en nationales, le club termine à la troisième place de sa série. Il ne confirme pas cette performance les saisons suivantes et termine plusieurs années en milieu de classement. Il frôle même la relégation en 1967, ne devançant le Verbroedering Mechelen-aan-de-Maas qu'à la différence de buts générale. La saison suivante, le Witgoor est rejoint en Promotion par le FC, ce qui donne lieu aux premiers derbies au niveau national entre les deux clubs. Cette concurrence pousse les joueurs du Witgoor, qui terminent la saison à la première place, à égalité de points avec l'AS Eupen. Un test-match est organisé pour départager les deux équipes. Le Witgoor l'emporte 2-1, est sacré champion et s'ouvre ainsi les portes de la Division 3.
Le club a plus de difficultés en troisième division et lutte pour éviter la relégation. Il parvient à se maintenir et est rejoint par son rival en 1970. Durant la décennie qui suit, le club vit des saisons moyennes, terminant entre la huitième et la douzième place. Il est devancé par le KFC Dessel Sport presque chaque saison. C'est donc une certaine surprise de voir le club remporter le titre dans sa série en 1981, ce qui fait de lui le premier club de la ville à jouer en Division 2. Cette expérience ne dure qu'une saison pour le club, qui termine avant-dernier, à deux points du maintien et est directement relégué.

### Recul vers les séries provinciales
La saison suivante est tout aussi délicate pour le club, qui échappe de peu à une seconde relégation consécutive. Le club lutte encore pour son maintien les deux saisons suivantes. Le 24 janvier 1984, le club est reconnu « Société Royale » et prend le nom de « Koninklijke Witgoor Sport Dessel » le 1er juillet qui suit. Il reste également le seul club de la ville en troisième division après la relégation de Dessel Sport la même année. Le Witgoor vit ensuite des saisons plus calmes, ponctuées par deux troisièmes places en 1986 et 1989. Par la suite, les résultats sont moins bons pour le club, qui finit dernier de sa série en 1991 et redescend en Promotion, où il retrouve son rival. Mais là où Dessel Sport se reconstruit, le Witgoor Sport continue de chuter et subit une seconde relégation consécutive. Après 31 saisons dans les divisions nationales, le club est renvoyé en première provinciale.

### Saisons ascenseur entre séries provinciales et nationales
Il s'en faut de peu que le club ne vive une nouvelle descente en 1993. Le club alterne ensuite les bonnes et les mauvaises saisons durant une décennie. En 1996, il finit cinquième au classement final et se qualifie pour le tour final provincial, qu'il remporte et retrouve ainsi la Promotion. Ce retour ne dure que deux saisons, le club étant relégué en 1998 après s'être incliné lors des barrages pour le maintien. Il remporte à nouveau le tour final un an plus tard et remonte en Promotion. Il redescend directement douze mois plus tard vers la « P1 », dont il remporte une nouvelle fois le tour final en 2002.
Cette fois, le Witgoor fait mieux que se maintenir et termine vice-champion, derrière l'intouchable KV Turnhout. Cette place lui permet de disputer le tour final pour la montée en Division 3. Il y élimine tour à tour le Racing Waregem et le Tempo Overijse mais s'incline en finale face à Bocholt. Lors de la finale de consolation donnant droit à une dernière place en troisième division, le club s'incline à nouveau, cette fois contre Seraing-RUL et manque la montée vers le niveau supérieur. Un an plus tard, le club termine en position de relégable et retourne en première provinciale.

### Retour durable en Promotion
Le Witgoor Sport Dessel remporte le titre provincial en 2006 et remonte une fois de plus en Promotion. Après une saison d'adaptation, le club parvient à accrocher la troisième place dans sa série en 2008. Ce n'est toutefois pas suffisant pour participer au tour final, des clubs vainqueurs de tranche ayant terminé plus loin au classement. Deux ans plus tard, le club renoue avec ses vieux démons et doit lutter pour son maintien tout au long de la saison. Il termine finalement barragiste et parvient à se maintenir en Promotion grâce à une victoire sur Sint-Paulus Opwijk. Les deux saisons qui suivent sont plus calmes pour le club, qui finit chaque fois en neuvième position. 

### Chute jusqu'en P2 et rebond
Il entame en 2014-2015 sa 45e saison dans les séries nationales, la 22e en Promotion. Les résultats sont très décevants et le club termine la saison en position de relégable. De retour en Provinciales anversoise, le club vit une saison 2015-2016 très difficile, Ne terminant que 15e sur 16 d'une « P1 » comptant quatre descendants, le club se retrouve donc en « P2 ». Heureusement, cette chute au 7e échelon hiérarchique est rapidement corrigée avec une remontée via le tour final. Classé 4e d'une série remportée par Merksplas, le Witgoor Sport se qualifie pour la finale en battant deux fois le K. FC Linda (0-2 et 3-1). Opposé au K. VV Ons Genoegen Vorselaar, le matricule 2065 regagne sa place parmi l'élite provinciale anversoise, grâce aux plus grand nombre de buts inscrits en déplacement lors de deux partages (3-3 et 1-1). 
En 2018, le cercle sécurise sa place en P1 avec une honorable 7e place. Un an plus tard, le Witgoor remporte le titre provincial anversois et regagne sa place en séries nationale. Le 12 mars 2020, quand les compétitions sont arrêtées en raison de l'évolution de la Pandémie de Covid-19, le matricule 2065 occupe le 12e rang sur 16 engagés dans sa série de Division 3 VV. Une position qui permet de se maintenir.

## Anciens stades
Jusqu'en 2019, le K. Witgoor Sport évolue au stade Jef Luyten situé Hameldijkstraat à 2480 Dessel.

## Résultats dans les divisions nationales
Statistiques mises à jour au 11 août 2015 - au terme de la saison 2020-2021

### Palmarès
- 1 fois champion de Belgique de Division 3 en 1981.
- 1 fois champion de Belgique de Promotion en 1968.

### Bilan
| Niv | Divisions     | Jouées | Titres | TM Up | TM Down |
| --- | ------------- | ------ | ------ | ----- | ------- |
| I   | 1re nationale | 0      | 0      |       |         |
| II  | 2e nationale  | 1      | 0      |       |         |
| III | 3e nationale  | 22     | 1      |       |         |
| IV  | 4e nationale  | 22     | 1      | 1     | 1       |
| V   | 5e nationale  | 2      | 0      |       |         |
|     |               |        |        |       |         |
|     | TOTAUX        | 47     | 2      | 1     | 1       |

- TM Up : test-match pour départager des égalités, ou toutes formes de Barrages ou de Tour final pour une montée éventuelle.
- TM Down : test-match pour départager des égalités, ou toutes formes de Barrages ou de Tour final pour le maintien.

### Classement saison par saison
| Ordre               | Saison   | Nom du club             | Niveau                | Classement final | Remarques                        |
| ------------------- | -------- | ----------------------- | --------------------- | ---------------- | -------------------------------- |
| 1                   | 1961-62  | Witgoor Sport           | Promotion série D     | 3e/16            |                                  |
| 2                   | 1962-63  | Witgoor Sport           | Promotion série C     | 8e/16            |                                  |
| 3                   | 1963-64  | Witgoor Sport           | Promotion série C     | 4e/16            |                                  |
| 4                   | 1964-65  | Witgoor Sport           | Promotion série C     | 9e/16            |                                  |
| 5                   | 1965-66  | Witgoor Sport           | Promotion série B     | 9e/16            |                                  |
| 6                   | 1966-67  | Witgoor Sport           | Promotion série C     | 13e/16           |                                  |
| 7                   | 1967-68  | Witgoor Sport           | Promotion série D     | 1er/16           | Champion et promu!               |
| 8                   | 1968-69  | Witgoor Sport           | Division 3 série A    | 11e/16           |                                  |
| 9                   | 1969-70  | Witgoor Sport           | Division 3 série B    | 11e/16           |                                  |
| 10                  | 1970-71  | Witgoor Sport           | Division 3 série A    | 10e/16           |                                  |
| 11                  | 1971-72  | Witgoor Sport           | Division 3 série B    | 9e/16            |                                  |
| 12                  | 1972-73  | Witgoor Sport           | Division 3 série A    | 8e/16            |                                  |
| 13                  | 1973-74  | Witgoor Sport           | Division 3 série A    | 10e/16           |                                  |
| 14                  | 1974-75  | Witgoor Sport           | Division 3 série B    | 12e/16           |                                  |
| 15                  | 1975-76  | Witgoor Sport           | Division 3 série B    | 9e/16            |                                  |
| 16                  | 1976-77  | Witgoor Sport           | Division 3 série B    | 12e/16           |                                  |
| 17                  | 1977-78  | Witgoor Sport           | Division 3 série A    | 8e/16            |                                  |
| 18                  | 1978-79  | Witgoor Sport           | Division 3 série B    | 8e/16            |                                  |
| 19                  | 1979-80  | Witgoor Sport           | Division 3 série B    | 9e/16            |                                  |
| 20                  | 1980-81  | Witgoor Sport           | Division 3 série B    | 1er/16           | Champion et promu!               |
| 21                  | 1981-82  | Witgoor Sport           | Division 2            | 15e/16           | Relégué!                         |
| 22                  | 1982-83  | Witgoor Sport           | Division 3 série B    | 14e/16           |                                  |
| 23                  | 1983-84  | Witgoor Sport           | Division 3 série B    | 11e/16           |                                  |
| 24                  | 1984-85  | K. Witgoor Sport        | Division 3 série B    | 13e/16           |                                  |
| 25                  | 1985-86  | K. Witgoor Sport        | Division 3 série B    | 3e/16            |                                  |
| 26                  | 1986-87  | K. Witgoor Sport        | Division 3 série B    | 11e/16           |                                  |
| 27                  | 1987-88  | K. Witgoor Sport        | Division 3 série B    | 8e/16            |                                  |
| 28                  | 1988-89  | K. Witgoor Sport        | Division 3 série B    | 3e/16            |                                  |
| 29                  | 1989-90  | K. Witgoor Sport        | Division 3 série B    | 11e/16           |                                  |
| 30                  | 1990-91  | K. Witgoor Sport        | Division 3 série B    | 16e/16           | Relégué!                         |
| 31                  | 1991-92  | K. Witgoor Sport Dessel | Promotion série C     | 15e/16           | Relégué!                         |
| séries provinciales |          |                         |                       |                  |                                  |
| 32                  | 1996-97  | K. Witgoor Sport Dessel | Promotion série C     | 6e/16            |                                  |
| 33                  | 1997-98  | K. Witgoor Sport        | Promotion série C     | 13e/16           | Relégué!                         |
| séries provinciales |          |                         |                       |                  |                                  |
| 34                  | 1999-00  | K. Witgoor Sport        | Promotion série C     | 14e/16           | Relégué!                         |
| séries provinciales |          |                         |                       |                  |                                  |
| 35                  | 2002-03  | K. Witgoor Sport        | Promotion série C     | 2e/16            | Tour final!                      |
| 36                  | 2003-04  | K. Witgoor Sport Dessel | Promotion série C     | 14e/16           | Relégué!                         |
| séries provinciales |          |                         |                       |                  |                                  |
| 37                  | 2006-07  | K. Witgoor Sport Dessel | Promotion série C     | 12e/16           |                                  |
| 38                  | 2007-08  | K. Witgoor Sport Dessel | Promotion série C     | 3e/16            |                                  |
| 39                  | 2008-097 | K. Witgoor Sport Dessel | Promotion série C     | 10e/16           |                                  |
| 40                  | 2009-10  | K. Witgoor Sport        | Promotion série C     | 13e/16           | Barrages!                        |
| 41                  | 2010-11  | K. Witgoor Sport        | Promotion série C     | 9e/16            |                                  |
| 42                  | 2011-12  | K. Witgoor Sport        | Promotion série C     | 9e/16            |                                  |
| 43                  | 2012-13  | K. Witgoor Sport        | Promotion série C     | 9e/18            |                                  |
| 44                  | 2013-14  | K. Witgoor Sport        | Promotion série C     | 9e/16            |                                  |
| 45                  | 2014-15  | K. Witgoor Sport Dessel | Promotion série C     | 15e/16           | Relégué!                         |
| séries provinciales |          |                         |                       |                  |                                  |
| 46                  | 2019-20  | K. Witgoor Sport        | Division 3 VV série B | 12e/16           | Saison arrêtée le 12 mars 2020 ! |
| 47                  | 2020-21  | K. Witgoot Sport        | Division 3 VV série B | N/A              | Saison annulée                   |
| 48                  | 2021-22  | K. Witgoor Sport        | Division 3 VV série B | .../16           |                                  |